# نورث ویلینگهم
نورث ویلینگهم (به انگلیسی: North Willingham) یک روستا و محله مدنی در بریتانیا است که در West Lindsey واقع شده‌است. نورث ویلینگهم ۱۸۱ نفر جمعیت دارد.